# Josef Erlebach
Josef Erlebach – były czechosłowacki biegacz narciarski uczestniczący w zawodach w latach 20. XX wieku. W 1925 roku wystartował na mistrzostwach świata w Johannisbadzie. Osiągnął tam największy sukces w swojej karierze zdobywając brązowy medal w biegu na dystansie 18 km techniką klasyczną, ulegając jedynie dwóm swoim rodakom: zwycięzcy Otakarowi Německiemu oraz drugiemu na mecie Františkowi Donthowi. Na tych samych mistrzostwach zajął piąte miejsce w biegu na 50 km. Nigdy nie startował na igrzyskach olimpijskich.

## Osiągnięcia

### Mistrzostwa świata
| Miejsce | Dzień     | Rok  | Miejscowość | Konkurencja          | Czas biegu | Strata | Zwycięzca       |
| ------- | --------- | ---- | ----------- | -------------------- | ---------- | ------ | --------------- |
| 3.      | 12 lutego | 1925 | Johannisbad | 18 stylem klasycznym | 1:43:38    | +2:02  | Otakar Německý  |
| 5.      | 14 lutego | 1925 | Johannisbad | 50 stylem klasycznym | 5:09:56    | +19:51 | František Donth |